# Желтухин, Алексей Дмитриевич
Алексе́й Дми́триевич Желту́хин (1820—1865) — редактор, издатель и общественный деятель эпохи освобождения крестьян.

## Биография
Происходил из старинного дворянского рода Желтухиных, сын саранского предводителя дворянства Дмитрия Алексеевича Желтухина. Родился 24 ноября (6 декабря) 1820 года. Получил домашнее воспитание. Службу начал в Измайловском лейб-гвардии полку, но вскоре вышел в отставку прапорщиком. Рано женившись, жил с женой в селе Зыкове (теперь пригород Саранска) в своем родовом имении, где занимался сельским хозяйством. 
В январе 1858 года, уже переселившись столицу, издавал в Москве «Журнал землевладельцев», выходивший дважды в месяц и прекратившийся, по не зависящим от редакции причинам, в апреле 1860 года; журнал имел 1416 подписчиков. Основан был для обмена мыслями по вопросу о постепенном улучшении быта крестьян. В целом «Журнал землевладельцев» в сильной степени был проникнут дворянскими тенденциями, хотя сам Желтухин добросовестно стремился к соглашению противоположных интересов. Улучшением быта крестьян он хотел подготовить их к получению полной свободы, помещикам дать время приготовиться к вольному труду, а государственным учреждениям и законам — приспособиться к новым отношениям граждан между собой и к правительству.
Стремясь к беспристрастному обсуждению различных мнений, Желтухин в одном и том же номере предполагал поместить три статьи по крестьянскому вопросу, из которых одна отстаивала систему пользования, другая (А. М. Унковского) защищала систему выкупа, третья отдавала предпочтение добровольным соглашениям; но, по цензурным условиям, в печати появилась только первая. В конце концов Желтухин не удовлетворил ни одной из группировок того времени. После закрытия журнала  был членом редакционных комиссий, затем помощником статс-секретаря в Государственном совете.
По словам современницы, Желтухин «был человек весьма умным и симпатичный, с необыкновенно привлекательной наружность; у него были темные, очень густые волосы, красивый лоб, прекрасные глаза и милая, слегка насмешливая улыбка; дамы бредили им, увидев его только один раз. Однако сам он, казалось, этого не замечал, держал себя скромно, иногда даже застенчиво». 
Умер 5 (17) мая 1865 года. Похоронен в Петербурге на Никольском кладбище Александро-Невской лавры.
Жена (с 22.01.1841) — Елизавета Николаевна Денисова (1820 — после 1896), дочь коллежского советника Н. Н. Денисова. Венчались они в Санкт-Петербурге в церкви Вознесения Господня, поручителями были И. П. Вешняков и Н. А. Жеребцов. Оба супруга, по словам современницы, были премилые люди. Жена, как и муж, очень мило пела и были большой охотницей до любительских спектаклей.